# Улица Лазе Пачуа (Београд)
| Улица Лазе Пачуа | Улица Лазе Пачуа |
| ---------------- | ---------------- |
|                  |                  |
| Општина          | Стари Град       |
| Почетак          | Чика Љубина      |
| Крај             | Васина           |
| Дужина           | 48 m             |
| Ширина           | 5-8 m            |
| Названа          | 1934.            |
|                  |                  |
|                  |                  |
| Улица Лазе Пачуа |                  |

Улица Лазе Пачуа  је кратка улица у центру Београда. Датира још из 1934. године. Протеже се од Чика Љубине  до Васине улице.

## Име улице
На почетку је било предлога да се улица назове Др Лазе Пачуа.

### Лазар Пачу
Лазар Пачу био је лекар и политичар, министар финансија. Најпознатији је по функцији министра финансија.

## Суседне улице
- Кнез Михаилова
- Чика Љубина
- Васина
- Марка Лека
- Добрачина

## Улицом Лазе Пачуа
Са једне стране улице се протеже Народни музеј, а са друге мале занатске радње. То је једна од најкраћих улица у Београду, дугачка свега 48 m.
- Бочна страна Народног музеја
- Поглед из Чика Љубине
- Поглед на улицу